# Морски сняг
Морски сняг се наричат останките от фитопланктон и зоопланктон, които се утаяват от повърхностния слоя на океана към дълбините. 'Морските снежинки' също включват рибени люспи и прах от континентите.
Океанолозите наричат това явление ‘морски сняг’ заради лошата видимост под водата след цъфтежа на планктона. Този феномен е най-забележителен късна пролет или ранно лято и не е само една любопитност. Морският сняг изхранва дънните животински обитатели, но част от него формира дълбоководните седименти. Както пръстените на дърветата записват честотата на валежите и горските пожари, така и дълбоководните седименти съдържат неизчерпаемо богатство от информация за ролята на океаните в промените на глобалния климат в течение на десетки до милиони години.